# Robert Dill-Bundi
Pour les articles homonymes, voir Dill et Bundi.
Robert Dill-Bundi né le 18 novembre 1958 à Chippis et mort le 16 septembre 2024, est un coureur cycliste suisse actif dans les années 1970 et 1980.
Il connaît ses principales victoires sur piste, en étant champion olympique de poursuite en 1980 et champion du monde de keirin en 1984. Sur route, il a notamment remporté une étape du Tour d'Italie en 1982.

## Biographie
Robert Dill-Bundi naît le 18 novembre 1958 à Chippis. Il est abandonné par son père et grandit avec sa mère. Il commence le cyclisme à 14 ans.
En 1999, on lui diagnostique une tumeur au cerveau après une crise d'épilepsie. En mai 2010, il subit une intervention chirurgicale réussie. Depuis 2010, une rue de Chippis, son village natal, porte son nom.
À l'été 2013, après avoir perdu connaissance au volant, il provoque un accident avec sa voiture à Aigle, blessant onze personnes dont une grièvement. Le pied coincé sur l'accélérateur, il roule à 200 km/h. À la mi-décembre 2015, il est condamné à une amende avec sursis pour lésions corporelles graves par négligence et violation flagrante du code de la route. Peu de temps avant le procès, il subit une crise cardiaque.
Il meurt le 16 septembre 2024 des suites d'une longue maladie,.
Il a trois enfants.

## Carrière
Robert Dill-Bundi attire l'attention internationale pour la première fois en 1975 lorsqu'il devient à domicile champion du monde de poursuite juniors (17/18 ans), lors des premiers mondiaux de la catégorie à Lausanne. Il réitère ce succès l'année suivante. En poursuite par équipes, il décroche deux médailles de bronze aux championnats du monde amateurs de 1977 et 1978. 
Spécialiste de la poursuite, il devient champion olympique de la discipline lors des Jeux olympiques de 1980 à Moscou. Lors de l'épreuve, il fait sensation avec la première combinaison de course sur mesure en une seule pièce au monde et avec un casque de vélo de forme aérodynamique qu'il a emprunté à un coureur tchèque. Après sa victoire olympique, il est élu sportif suisse de l'année. Il reste le seul cycliste sur piste suisse champion olympique.
Après avoir remporté le titre olympique, Dill-Bundi passe chez les professionnels. Il continue à concourir principalement dans des courses sur piste, mais remporte également une étape du Tour d'Italie 1982, auquel il participe avec l'équipe Hoonved-Bottecchia. Il remporte le prologue du Tour de Romandie 1983. Il devient champion du monde de keirin en 1984 à Barcelone.
En manque de résultats, il quitte le sport de haut niveau en 1988 et travaille comme représentant de divers sponsors. À partir de 2002 de 2002, il est responsable des relations publiques au siège de l'Union cycliste internationale à Aigle. 

## Palmarès sur piste

### Jeux olympiques
- Moscou 1980
  -  Champion olympique de poursuite

### Championnats du monde professionnels
- Zurich 1983
  -  Médaillé d'argent de la poursuite
- Barcelone 1984
  -  Champion du monde de keirin

### Championnats du monde amateurs
- San Cristóbal 1977
  -  Médaillé de bronze de la poursuite par équipes
- Munich 1978
  -  Médaillé de bronze de la poursuite par équipes

### Championnats du monde juniors
- 1975
  -  Champion du monde de poursuite juniors
- 1976
  -  Champion du monde de poursuite juniors

### Championnats d'Europe
- 1981
  -  Médaillé d'argent de l'omnium

### Championnats nationaux
| - 1977 - 3e du championnat de Suisse de poursuite - 1978 - Champion de Suisse de poursuite - 2e du championnat de Suisse du kilomètre - 1979 - Champion de Suisse de poursuite - 3e du championnat de Suisse du kilomètre - 1980 - Champion de Suisse de poursuite - 1981 - Champion de Suisse de poursuite - 2e du championnat de Suisse du kilomètre | - 1982 - Champion de Suisse de poursuite - Champion de Suisse du kilomètre - 2e du championnat de Suisse de course aux points - 1983 - Champion de Suisse de poursuite - Champion de Suisse de course aux points - 2e du championnat de Suisse du kilomètre - 1986 - 2e du championnat de Suisse de poursuite - 1987 - 3e du championnat de Suisse de demi-fond |  |

### Six Jours
- Six Jours de Zurich : 1982 (avec Urs Freuler)

## Palmarès sur route

### Palmarès amateur
- 1975
  -  Champion de Suisse sur route juniors
  - Tour du Pays de Vaud
- 1976
  - Prix des Vins Henri Valloton
- 1977
  - 3e de la Flèche d'or

### Palmarès professionnel
- 1982
  - 20e étape du Tour d'Italie
- 1983
  - Prologue du Tour de Romandie

### Résultats sur les grands tours

#### Tour de France
1 participation 
- 1986 : abandon (12e étape)

#### Tour d'Italie
2 participations 
- 1982 : abandon (21e étape), vainqueur de la 20e étape
- 1983 : abandon (5e étape)

## Distinctions
- Sportif suisse de l'année : 1980